# Мечеть Косонсой
Мечеть Косонсой — архитектурное сооружение, построенное в городе Касансай (Наманганская область, Узбекистан). Мечеть построена в XVIII веке.

## История
Первоначально мечеть была построена в XVIII веке и являлась центральной мечетью в городе Касансай. Однако большая часть мечети не сохранилась. В 1989—1993 годах построена мечеть и комнаты для занятия. Во внутренней части с севера построена огромная двухэтажная современная мечеть, высокое купольное здание с верандой, в восточную сторону построены места для омовения.
В южно-восточной части сада мечети можно увидеть новое портально-купольное современное помещение для ворот, на против мечети расположена средняя школа. Но известно, что по учению ислама, рядом с мечетью и медресе для студентов и дервишей в людном центре города всегда строились хаммамы. На улице напротив мечети находится древний подземный хаммам, что косвенно свидетельствует о том, что на этом месте, помимо мечети было медресе. Хаммам напротив мечети на языке местного населения называется Гунгалак и по предположениям он оценивается к постройке XIII—XIV века. Построенный хаммам является признаком, что здесь когда-то было медресе.
Мечеть, сохранившаяся до сегодняшнего дня, размером 28,6х10,8 метров. Западная часть двора построена в прямоугольной форме с внутренней комнатой для ишана. Длина мечети — 6,8 метров, выставленные с внешних уголков купола надеты на арочные пирамида. Конструктивные отделения, состоящие из пересечённых друг друга четырёх михрабчатых арок служат основой для боковых крыльев. Сами же арки опираются отдельно или соединяющимся кирпичами. Основной цвет мечети белый, но также используется голубой, что хорошо смотрится на фоне жжёных кирпичей. Таким образом архитектор хотел, чтобы комната для ишана освещалась естественным путём. Мечеть Касансай считается архитектурным памятником с редким стилем оформления внутренней комнатой для ишана. Внутренние купола украшены ганчевыми исламскими цветочками.